# Institut des hautes études commerciales de Sfax
L'Institut des hautes études commerciales de Sfax (arabe : معهد الدراسات التجارية العليا بصفاقس) ou IHEC Sfax est une école de commerce tunisienne fondée le 9 juillet 2002. Elle est rattachée à l'université de Sfax.
Créée dans le cadre de l'adaptation des formations universitaires aux exigences du développement économique, social et culturel, son objectif est d'assurer une formation académique qui réponde aux impératifs du marché de l'emploi tunisien, confronté à une ouverture grandissante vers l'économie mondiale.
Cet institut est l'un des plus importants du pays malgré sa relative jeunesse par rapport à l'Institut des hautes études commerciales de Carthage ou à la faculté des sciences économiques et de gestion de Sfax. La langue d'enseignement est le français, bien que des cours d'anglais sont obligatoires pour tous les niveaux.

## Programmes
L'institut offre des programmes de premier, second et troisième cycles ainsi qu'un programme de LMD.

### Premier cycle
Le programme de première année est une branche commune à l'issue de laquelle l'étudiant s'oriente vers l'une des quatre filières en deuxième année : fiscalité, hautes études commerciales, planification stratégique et financière, techniques comptables. L'étudiant acquiert lors du tronc commun des connaissances générales en sciences économiques, management, mathématiques, statistique, comptabilité, finance, etc.

### Deuxième cycle
Le programme de la troisième année est spécialisé dans des matières spécifiques à chaque filière. En vue de la quatrième année, les étudiants de la filière HEC s'orientent une deuxième fois pour se spécialiser davantage : HEC finance, HEC marketing et HEC commerce international.
Les spécialités de l'IHEC Sfax sont les suivantes :
- Comptabilité ;
- Fiscalité ;
- Finance et prise de décision ;
- HEC finance ;
- HEC marketing ;
- HEC commerce international.

Les étudiants de la branche HEC peuvent choisir des options comme le commerce international, la programmation HTML ou encore l'étude de projets.

### Troisième cycle
Les diplômés en TTC et IFGC peuvent poursuivre leur troisième cycle au programme CCA[Quoi ?] via une coopération avec l'Institut d'administration des entreprises de Lyon (France).
Dans les autres spécialités, les diplômés en masters ont accès aux autres établissements de Sfax ou Tunis, mais aussi bien à des établissements à l'étranger (France ou Canada).

## Clubs
L'institut abrite de nombreuses associations étudiantes dont les principales, en termes de membres, sont : 
- Club Tunivisions IHEC Sfax : fait partie d'un réseau universitaire ayant pour vocation le développement du leadership chez les jeunes ainsi que l'approfondissement des connaissances des axes de développement personnel et professionnel ;
- Enactus IHEC Sfax : rassemble les leaders d'aujourd'hui et de demain pour créer un monde meilleur et durable grâce à la puissance de l'entreprise ;
- Équipes IHEC Sfax de football, volley-ball et basket-ball ;
- Freedom Club : formation associative et culturelle dans divers domaines liés à la communication ;
- Junior Entrepreneuriat : programmes de formations, manifestations et visites guidées dans les centres d'affaires de Sfax et Tunis.

## Centre d'initiation aux affaires et à la vie professionnelle
Inauguré en 2008 par le ministre de l'Enseignement supérieur, de la Recherche scientifique et de la Technologie, dans le cadre du programme PAQ[Quoi ?], ce centre est financé par la Banque mondiale, l'université de Sfax et l'IHEC. Il est ouvert aux étudiants, enseignants et créateurs d'entreprises souhaitant suivre des études en projets et conseil. Ce centre abrite une plate-forme spéciale avec une salle de cours boursier en ligne et un centre de langue.